# Marttilan rantaniitty
Marttilan rantaniitty este o arie protejată (arie specială de conservare — SAC, sit de importanță comunitară — SCI) din Finlanda întinsă pe o suprafață de 2 ha, integral pe uscat.

## Localizare
Centrul sitului Marttilan rantaniitty este situat la coordonatele 61°16′34″N 23°42′09″E / 61.2761°N 23.7025°E.

## Înființare
Situl Marttilan rantaniitty a fost declarat sit de importanță comunitară în mai 2002 pentru a proteja 1 specie de plante. Situl a fost protejat și ca arie specială de conservare în aprilie 2015.

## Biodiversitate
Situată în ecoregiunea boreală, aria protejată conține 2 habitate naturale: Pajiști fino-scandinave uscate până la mezice, bogate în specii de altitudine mică, Liziere de ierburi înalte hidrofile de câmpie și de nivel montan până la alpin.
La baza desemnării sitului se află o specie protejată de  plante: Persicaria foliosa.
Pe lângă speciile protejate, pe teritoriul sitului au mai fost identificate 11 specii de plante.